# 南橋汽車站
南橋汽車站又稱南橋汽車中心站、南橋車站，是位於中華人民共和國上海市奉賢區南奉公路與滬金高速交叉口西南側的一個汽車站，也是奉賢的第一個汽車站，始建於1933年，1986年升級為南橋汽車中心站，奉城汽車站和西渡汽車站劃歸南橋汽車中心站管轄。同年10月1日，南橋汽車站從滬杭公路12號（南橋路375號）搬遷至奉賢縣招待所（聖淘沙大酒店）東側。1999年11月28日，南橋汽車站搬遷至現址。現址佔地5.42公頃，建築面積5279平方米。